# Stengnagbi
Stengnagbi (Hoplitis anthocopoides) är en biart som först beskrevs av Schenck 1853. Den ingår i släktet gnagbin och familjen buksamlarbin. Arten är ursprungligen europeisk, men har införts till USA och senare Kanada.

## Beskrivning
Arten har svart grundfärg med vitaktig päls som på ryggsidan kan bli ljust ockrafärgad (hos unga hanar är pälsen dock mer orangefärgad). Bakkroppen är i stort sett naken, men de bakre ändarna av tergiterna 1 till 5 (ovansidans bakkroppssegment) har vita hårband, som kan vara avbrutna på mitten. Honan blir 8,5 till 10,5 mm lång, hanen 8 till 10 mm.
Hanen är lätt att känna igen och skilja från andra bin, dels genom sin starka färgteckning på mellankroppen, men kanske främst för att den har en för bin mycket ovanlig ögonfärg – de är klart turkosgröna. Färgen bleknar dock efter döden.

## Ekologi
Stengnagbiet förekommer i habitat som vägrenar, vid grusiga flodstränder, täkter som skifferbrott och på högvuxna ängar. Den är starkt specialiserad i sitt näringssök, och hämtar endast pollen och nektar från två strävbladiga växter: Blåeld och, mera sällan, oxtunga. De svenska exemplaren som observerades 2014 sågs även besöka rotfibbla. Födospecialiseringen gäller även den nordamerikanska populationen; även om växterna inte är ursprungliga i Nordamerika, har de införts dit. Flygperioden varar från mitten av juni till augusti. Arten bygger karakteristiska bon av lera och grus på klippor och stora stenar.

## Utbredning
Arten är vanlig i Europa där den förekommer från Grekland i söder till Nordtyskland och södra Baltikum i norr. Fynd har även gjorts i Nordafrika. I slutet på 1960-talet infördes arten till USA, troligen oavsiktligt tillsammans med inporterade värdplantor, och den iakttogs första gången 1969 i delstaten New York. Den har senare även upptäckts i West Virginia (2008) och södra Ontario i Kanada.
I maj-juni 2014 upptäcktes biet för första gången i Sverige, i ett nedlagt sandtag i Abbekås väster om Ystad i södra Skåne.. Biet observerades i flera exemplar och under en längre tid, och Artdatabanken betraktar det som bofast och reproducerande i Sverige. Arten saknas i Finland.

## Underarter
Arten delas in i följande underarter:
- H. a. anthocopoides
- H. a. perambigua